# Страуд
Страуд (англ. Stroud) — місто в графстві Глостершир (Південно-Західна Англія), адміністративний центр району Страуд.
Населення — 47 348 осіб за даними перепису 2001 року.

## Міста-побратими
- Франція, Сен-Ісмер
- США, Страуд (Оклахома)
- Австралія, Страуд (Новий Південний Уельс)
- Німеччина, Дудерштадт